# Play (Great Big Sea-album)
 For alternative betydninger, se Play. (Se også artikler, som begynder med Play)
Play er det tredje studiealbum fra det canadiske folkrockband Great Big Sea. Det blev udgivet i maj 1997.
Det toppede som #9 på de canadiske albumhitlister, og solgte 3x platin. Der blev udsendt tre singler fra albummet; "When I'm Up (I Can't Get Down)" der nåede #3 på den canadiske hitliste, og #13 på den akustiske, "Ordinary Day", der nåede #3 på den akustiske og #30 på den almindelige hitliste, samt en coverversion af R.E.M.s sang "End of the World", der nåede #9 og #34 på hhv. den akustiske og den almindelige hitliste.

## Spor
1. "Ordinary Day" (Alan Doyle, Séan McCann) 3:09
2. "When I'm Up (I Can't Get Down)" (Ian Telfer, Alan Prosser, John Jones) 3:24
3. "The Night Pat Murphy Died" (Traditionel, arrangeret af Great Big Sea) 3:02
4. "How Did We Get from Saying 'I Love You'..." (Alan Doyle) 3:40
5. "Donkey Riding" (Traditionel) 2:26
6. "Haven't Seen You in a Long Time" (Colin Hay) 2:53
7. "End of the World" (Bill Berry, Peter Buck, Mike Mills, Michael Stipe) 2:41
8. "General Taylor" (Arrangerett af Alan Doyle, Séan McCann, Bob Hallett, Darrell Power) 2:53
9. "Seagulls" (Bob Hallett) 2:10
10. "Recruiting Sargeant" (Traditionel) 3:32
11. "Greenspond" (Traditionel) 3:09
12. "My Apology" (Séan McCann) 2:39
13. "Jakey's Gin" (Traditionel) 2:54
14. "Something I Should Know" (Séan McCann) 2:59
15. "Jolly Roving Tar" (Traditional) 2:59
16. "Rigadoon" (nogle gange omtalt som "Little Beggarman" eller "Jolly Beggar Dude") (Alan Doyle, Séan McCann, Bob Hallett, Darrell Power) 3:00

## Om sangene
- "Recruiting Sargeant" handler om Royal Newfoundland Regiment under første verdenskrig og blev taget fra en gammel treditionel skotsk sang "Twa Recruitin' Sergeants" om Black Watch Regimentet, som stammer fra Napoleonskrigene, og sangen har derfor visse ligheder med en anden traditionel sang fra perioden "Over the Hills and Far Away". Great Big Seas version stammer fra et skuespil ved navn The Recruiting Officer.
- "Greenspond" handler om Greenspond, Newfoundland and Labrador, der er en lille fiskeby på nordkysten af Newfoundland, Canada.
- Spor nummer 16 er et bonusnummer, og har som sådan ikke noget navn. Det er en traditionel irsk sang, som fans ofte refererer til som "Little Beggarman", "Rigadoon", eller "Jolly Beggar Dude".